# Resolutie 1872 Veiligheidsraad Verenigde Naties
Resolutie 1872 van de Veiligheidsraad van de Verenigde Naties werd op 26 mei 2009 unaniem door de VN-Veiligheidsraad aangenomen. De resolutie liet de Afrikaanse Unie toe om haar vredesmissie in Somalië nog acht maanden voort te zetten.

## Achtergrond
In 1960 werden de voormalige kolonies Brits Somaliland en Italiaans Somaliland onafhankelijk en samengevoegd tot Somalië. In 1969 greep het leger de macht en werd Somalië een socialistisch-islamitisch land. In de jaren 1980 leidde het verzet tegen het totalitair geworden regime tot een burgeroorlog en in 1991 viel het centrale regime. Vanaf dan beheersten verschillende groeperingen elke een deel van het land en enkele delen scheurden zich ook af van Somalië. Toen milities van de Unie van Islamitische Rechtbanken de hoofdstad Mogadishu veroverden greep buurland Ethiopië in en heroverde de stad. In 2008 werd piraterij voor de kust van Somalië een groot probleem.

## Inhoud

### Waarnemingen
In Somalië was een federaal overgangsparlement verkozen en ook een eenheidskabinet aangesteld onder de overgangsregering die intussen naar de hoofdstad Mogadishu was verhuisd.
Het was nu van belang dat de Somalische veiligheidsdiensten opnieuw werden opgericht en dat ze opgeleid en uitgerust werden om het land te stabiliseren.
Verder moest ook de humanitaire situatie in Somalië worden verbeterd, en moest iets gedaan worden aan misdaden als moord en verminking die tegen de bevolking en hulpverleners werden gepleegd. De instabiliteit van het land lag ook mee aan de basis van het piraterijprobleem voor de kust van Somalië.

### Handelingen
Alle partijen in Somalië werden opgeroepen zich achter het Akkoord van Djibouti te scharen. Ook moesten ze maatregelen treffen om de onbeperkte toegang van hulpverleners mogelijk te maken. Verder veroordeelde de Raad het geweld dat recent weer was aangewakkerd.
De Afrikaanse Unie werd gevraagd haar AMISOM-missie in Somalië te behouden en nog te verbeteren. Deze beschermde luchthavens, zeehavens en strategische plaatsen in Mogadishu. De AU-lidstaten werden geautoriseerd deze missie tot 31 januari 2010 voort te zetten.

## Verwante resoluties
- Resolutie 1853 Veiligheidsraad Verenigde Naties (2008)
- Resolutie 1863 Veiligheidsraad Verenigde Naties
- Resolutie 1897 Veiligheidsraad Verenigde Naties
- Resolutie 1910 Veiligheidsraad Verenigde Naties (2010)

Lijst ·  1860 ·  1861 ·  1862 ·  1863 ·  1864 ·  1865 ·  1866 ·  1867 ·  1868 ·  1869 ·  1870 ·  1871 ·  1872 ·  1873 ·  1874 ·  1875 ·  1876 ·  1877 ·  1878 ·  1879 ·  1880 ·  1881 ·  1882 ·  1883 ·  1884 ·  1885 ·  1886 ·  1887 ·  1888 ·  1889 ·  1890 ·  1891 ·  1892 ·  1893 ·  1894 ·  1895 ·  1896 ·  1897 ·  1898 ·  1899 ·  1900 ·  1901 ·  1902 ·  1903 ·  1904 ·  1905 ·  1906 ·  1907